# Camille Guaty
Camille Guaty (California, 28 giugno 1978) è un'attrice statunitense.

## Biografia
Nata in California da una famiglia originaria di Cuba e Portorico ha vissuto sia nella sua città di nascita che a New York City.
La sua prima esperienza televisiva si ha nel 2000, anno in cui partecipa al reality show Popstars, trasmesso da WB Network. Dopo aver superato il provino divenne una delle 26 concorrenti e riuscì a classificarsi tra le 10 semifinaliste, ma non riuscì ad ottenere un ruolo nel gruppo musicale Eden's Crush.
Nel 2002 Camille partecipò al film Gotta Kick It Up! prodotto da Disney Channel. Ebbe anche il ruolo di protagonista nella miniserie TV The Help, assieme a Mindy Cohn, Tori Spelling, Megan Fox e Antonio Sabàto Jr.
Nel 2004 ebbe il ruolo di Maggie, che per avere successo deve trasformarsi in una sensuale star Latina, il cui nome d'arte sarà Solita, in3O Days Until I'm Famous. 
Nel 2005 ottenne il ruolo di Maricruz Delgado, la fidanzata di Fernando Sucre nella serie televisiva Prison Break. Sempre nello stesso anno partecipò anche aThe Nine della ABC.
Tra il 2007 e il 2008 è stata nel cast di Las Vegas nel ruolo di Piper Nielsen.
Nel 2012 ha partecipato ad un episodio della serie I signori della fuga nel ruolo dell'evasa Emmy Sharp.
Camille Guaty è apparsa anche nella serie televisiva Cupid e nel film La rivolta delle ex.
Nel 2014 partecipa alla serie TV Scorpion nel ruolo di Megan O'Brien, sorella del protagonista Walter O'Brien.

## Filmografia

### Attrice

#### Cinema
- Chaos Theory, regia di Edward Vilga (2000)
- Love Object, regia di Robert Parigi (2003)
- Blink, regia di Craig Miller (2007)
- Consuming Love, regia di Ceyda Torun - cortometraggio (2008)
- La rivolta delle ex (Ghosts of Girlfriends Past), regia di Mark Waters (2009)
- Crush, regia di Malik Bader (2013)
- Cake, regia di Daniel Barnz (2014)
- A Futile and Stupid Gesture, regia di David Wain (2018)

#### Televisione
- Raising Dad – serie TV, 12 episodi (2001-2002)
- Diamoci una mossa! (Gotta Kick It Up!), regia di Ramón Menéndez – film TV (2002)
- Le cose che amo di te (What I Like About You) – serie TV, episodi 1x03 (2002)
- E.R. - Medici in prima linea (ER) – serie TV, episodi 9x21 (2003)
- The Brothers Garcia – serie TV, episodi 9x06-9x07-9x08 (2003)
- Gramercy Park, regia di Jeff Bleckner – film TV (2004)
- The Help – serie TV, 7 episodi (2004)
- 30 Days Until I'm Famous, regia di Gabriela Tagliavini – film TV (2004)
- Everwood – serie TV, episodio 3x08 (2004)
- Joey – serie TV, episodio 1x11 (2004)
- American Family – serie TV, episodi sconosciuti (2004)
- Crossing Jordan – serie TV, episodi 4x06-4x12 (2004-2005)
- Prison Break – serie TV, 9 episodi (2005-2007)
- The Nine – serie TV, 13 episodi (2006-2007)
- Supreme Courtships, regia di Ramón Menéndez – film TV (2007)
- Senza traccia (Without a Trace) – serie TV, episodio 6x03 (2007)
- Las Vegas – serie TV, 16 episodi (2007-2008) – Piper Nielsen
- Dirt – serie TV, episodio 2x05 (2008)
- Fear Itself – serie TV, episodio 1x12 (2009)
- Cupid – serie TV, 7 episodi (2009)
- CSI: Scena del crimine (CSI: Crime Scene Investigation) – serie TV, episodio 10x06 (2009)
- Drop Dead Diva – serie TV, episodio 2x11 (2010)
- Amici di letto (Friends with Benefits) – serie TV, episodio 1x01 (2011)
- The Chicago Code – serie TV, episodi 1x04-1x08-1x12 (2011)
- The Vampire Diaries – serie TV, episodio 4x13 (2013)
- How I Met Your Mother – serie TV, episodio 9x11 (2014)
- Scorpion – serie TV, 10 episodi (2014-2016)
- Hart of Dixie - serie TV, episodi 3x15 e 3x16 (2014)
- The Rookie – serie TV, 4 episodi (2021)

### Doppiatrice
- I Griffin (Family Guy) – serie animata, 5 episodi (2008-2010)

## Doppiatrici italiane
Nelle versioni in italiana delle opere in cui ha recitato, Camille Guaty è stata doppiata da:
- Domitilla D'Amico in Las Vegas, CSI - Scena del crimine
- Maria Letizia Scifoni in Cupid, Il magico mondo di Harold
- Francesca Manicone in Scorpion, Hart of Dixie
- Myriam Catania in A Futile and Stupid Gesture
- Chiara Gioncardi in La rivolta delle ex
- Rossella Acerbo in Crossing Jordan
- Ilaria Latini in Prison Break
- Anna Cugini in Fear Itself (come Karen)
- Deborah Ciccorelli in Fear Itself (come Zelda)